# Franck Ferrand raconte
Franck Ferrand raconte est une émission d'histoire présenté par l'animateur audiovisuel spécialisé en histoire, Franck Ferrand, sur les antennes de Radio Classique depuis septembre 2018.

## Caractéristiques
Chaque émission traite d'un sujet différent, relatif à un fait historique. L'émission est préparée par un groupe de personnes, puis l'animateur Franck Ferrand raconte l'histoire, comme l'avaient fait Alain Decaux et André Castelot, figures tutélaires des récits de vulgarisation historique. L'émission est entrecoupée d'extraits musicaux en lien avec les faits racontés. Chaque émission dure 30 minutes. 
La diffusion est quotidienne du lundi au vendredi de 9h avec une rediffusion à 14h, depuis septembre 2018, et disponible en podcast à partir de 9h30. Franck Ferrand « met en place une nouvelle façon d'écouter la radio » et l'émission est l'une des plus téléchargées de France.
L'indicatif de l'émission  est la musique du thème du film Kalidor d'Ennio Morricone.

## Publication
En mars 2019, un ouvrage regroupant plusieurs émissions est paru sous le titre Franck Ferrand raconte aux éditions Perrin  (ISBN 978-2-26207-713-6), [présentation en ligne]. L'ouvrage est réédité en 2020 aux éditions Pocket  (ISBN 978-2-26629-505-5).